# Epidendrum secundum
Epidendrum secundum là một loài thực vật có hoa trong họ Lan. Loài này được Jacq. mô tả khoa học đầu tiên năm 1760.

## Hình ảnh

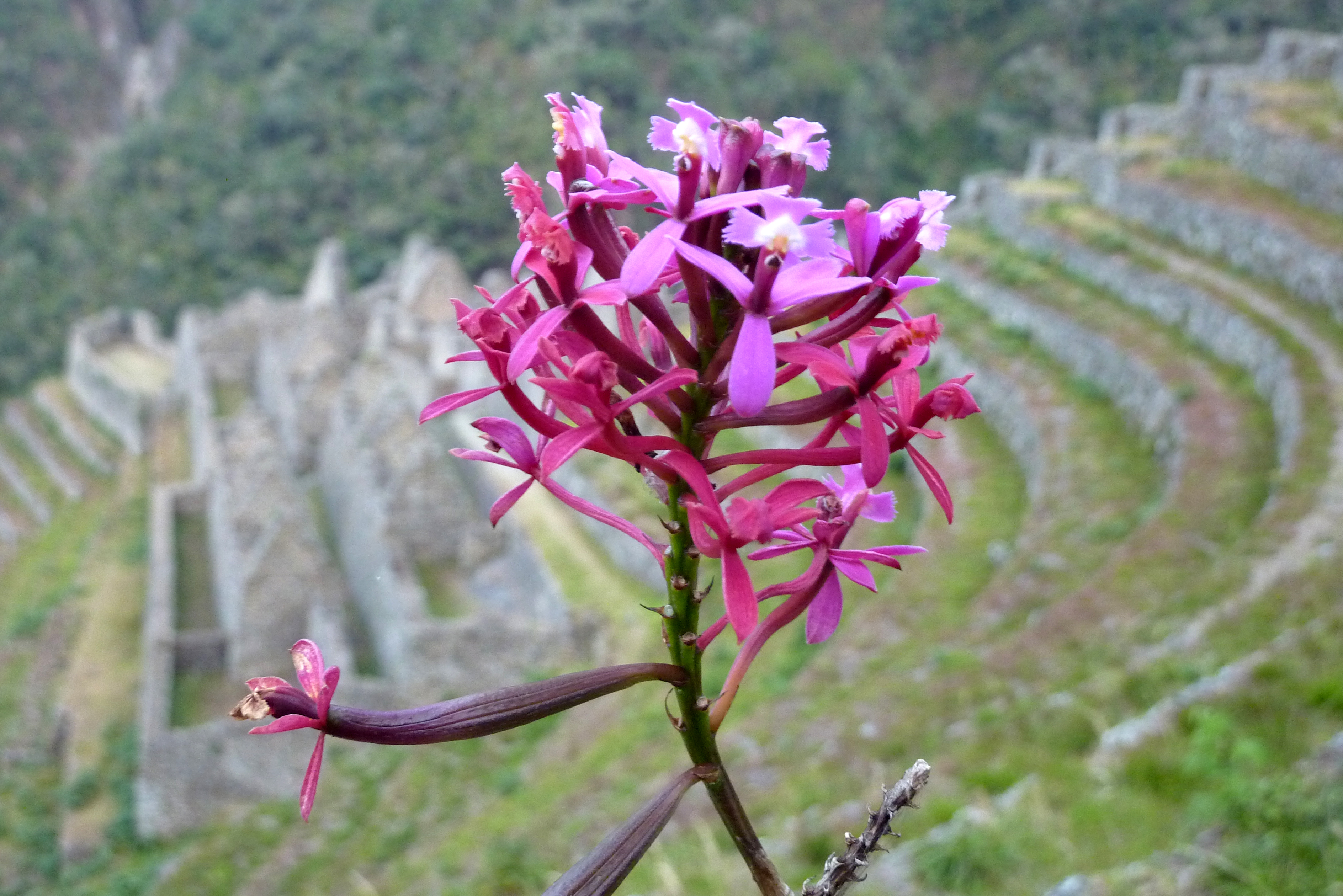
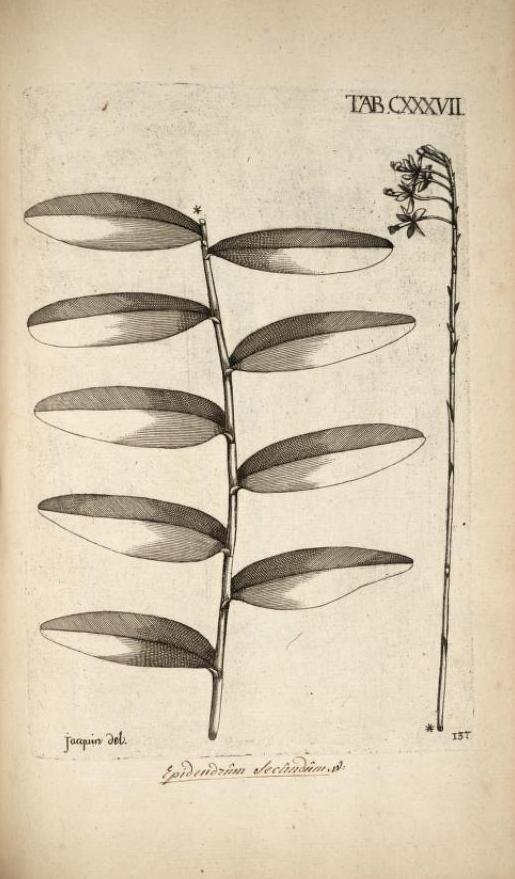
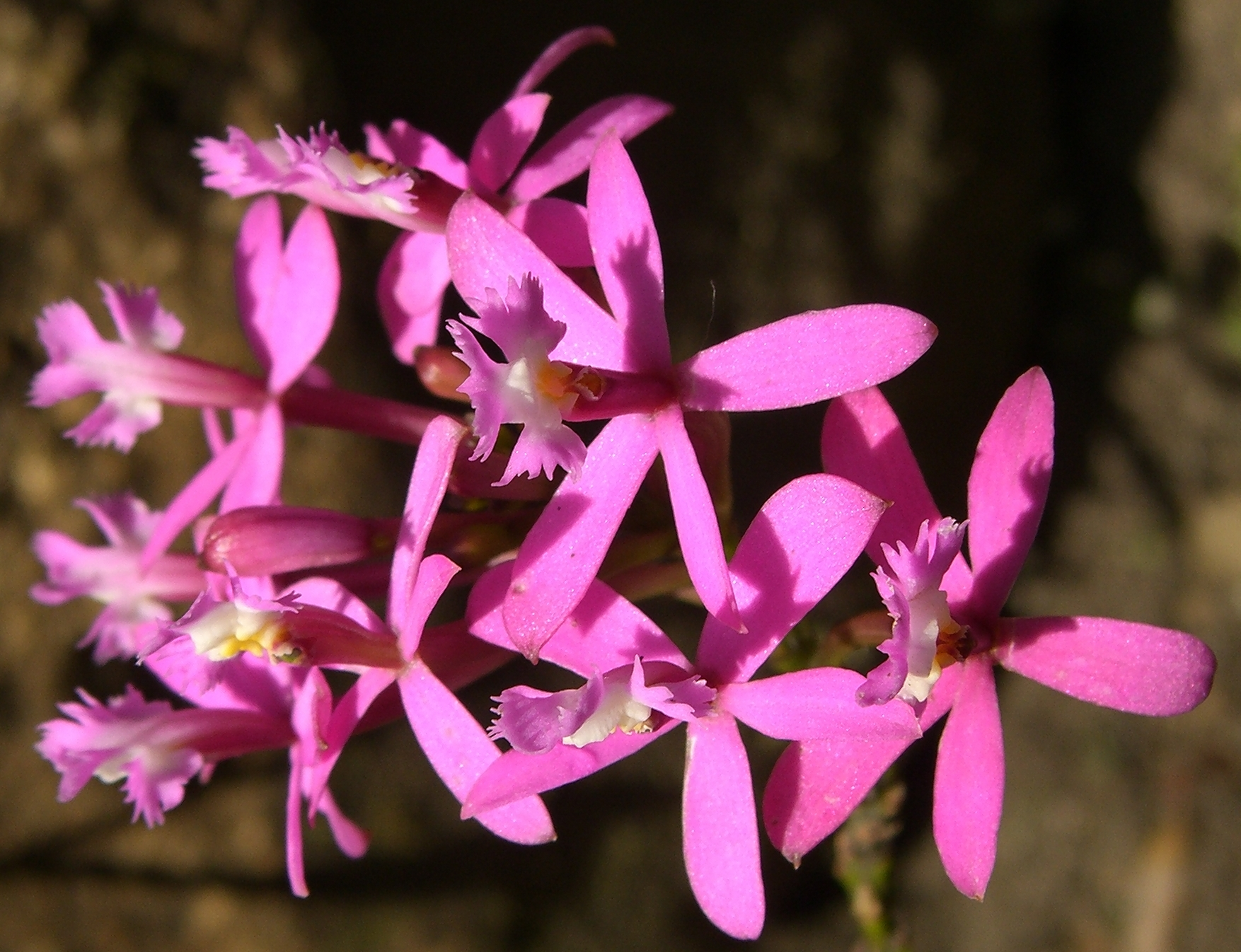
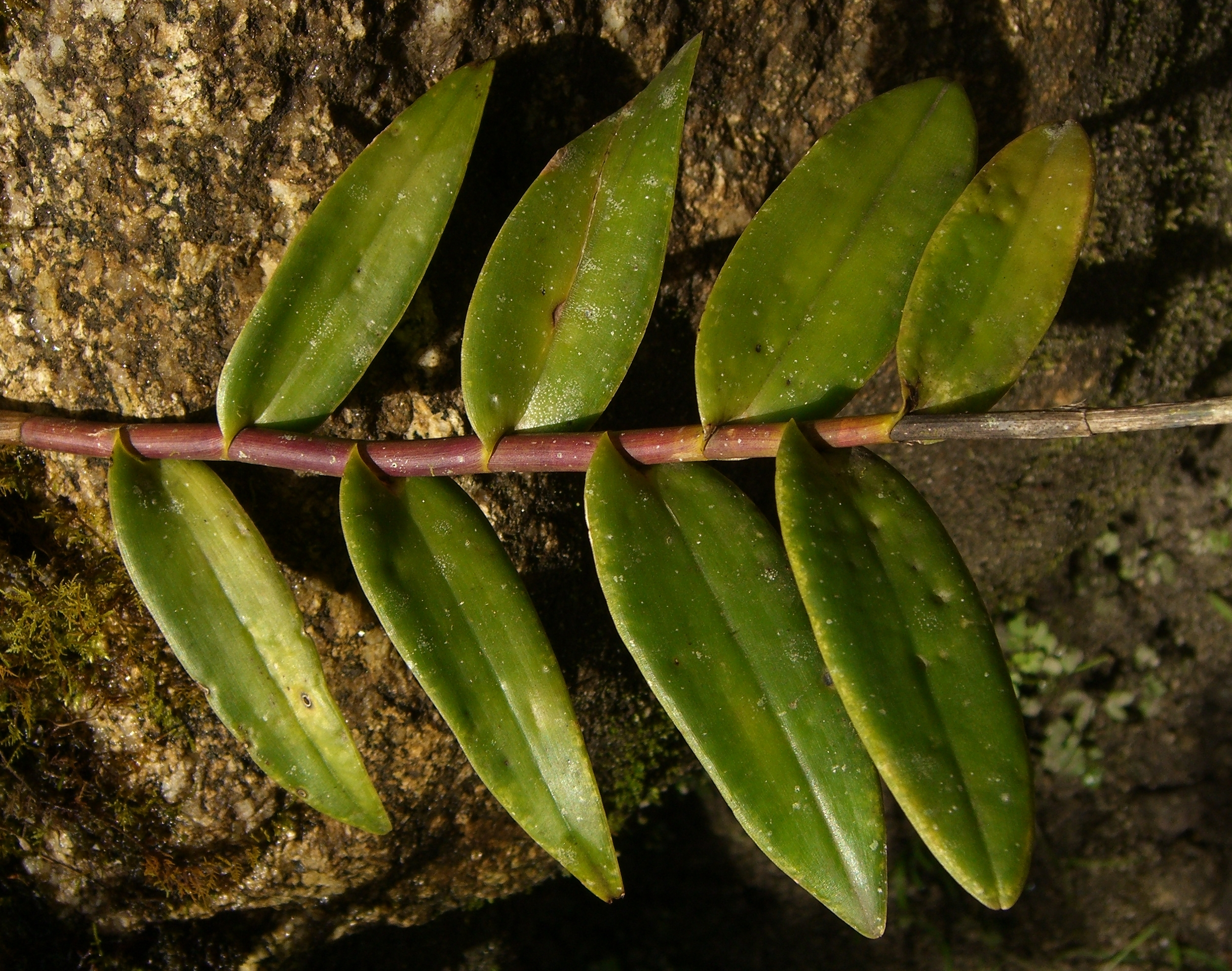